# Краснова, Екатерина Сергеевна
Екатерина Сергеевна Краснова (род. 31 января 1988 года), после замужества взявшая фамилию Колесникова — мастер спорта России международного класса (вольная борьба), чемпионка Европы 2009 года, бронзовый призёр чемпионатов Европы 2011, 2012 и 2013 годов, бронзовый призер Всемирной Универсиады 2013 в г. Казань.

## Биография
Екатерина Краснова — воспитанница Чебоксарской ДЮСШ № 5 и РШВСМ им. А.Игнатьева. Первый тренер — Владимир Ананьев.
Начала заниматься вольной борьбой в 2002 году.
Серебряный призер первенств мира 2006, 2007, 2008 годов в весовой категории 51 кг.
В 2008 году переехала в Москву, где начала тренироваться под руководством Чупакова В. Е. (Заслуженный тренер России).
В январе 2009 года побеждает на Гран-при «Иван Ярыгин», а спустя 2 месяца дебютирует и приносит единственную золотую медаль для сборной России на  чемпионате Европы в Вильнюсе, в финальной схватке победив Эмеше Сабо (Венгрия). Чуть позже одерживает победу на чемпионате России (г. Ставрополь), завоевав право выступить на чемпионате мира в Дании, где считается главный фаворитом, однако в августе 2009 года получает травму (частичный разрыв задней мышцы бедра) и пропускает турнир.
В 2011 году завоевывает бронзу чемпионата Европы.
В 2012 и 2013 годах снова остается с бронзовыми медалями европейского первенства.
Летом 2013 года выигрывает золото гран-при Испании и отбирается в состав национальной команды на участие во Всемирной Универсиаде в Казани. В самой яркой схватке турнира Екатерина Краснова за полторы минуты до окончания поединка с Татьяной Аманжол (Казахстан) проигрывала со счетом 3:7, но сумела сравнять счет и одержать победу по последнему результативному действию. В схватке за бронзу выиграла у Елены Туркан (Молдавия) со счетом 8:0.
В 2014 году, в родных Чебоксарах, становится обладателем «Открытого Кубка России», в финальной схватке победив Стальвиру Оршуш (2:0).
В 2015 году была одним из главных кандидатов на участие в Олимпийских играх в Рио-Де-Жанейро, вместе со сборной командой России победив на «Кубке Наций», который проходил в Москве. Однако в январе 2016 года снова получает травму (разрыв суставной губы плечевого сустава) и не участвует в отборе, после чего объявила об окончании спортивной карьеры.
28 мая 2016 года вышла замуж за Анатолия Колесникова, взяв фамилию мужа. Живет в Москве.